# Barbados
Barbados (AFI: /barˈbados/) è uno Stato insulare, facente parte delle Piccole Antille, situato geograficamente in America centrale, sul confine tra il mar dei Caraibi e l'oceano Atlantico. L'isola occupa una superficie di 430 km², ed è principalmente pianeggiante, con alcune modeste colline nell'entroterra. La capitale è Bridgetown e la lingua ufficiale è l'inglese.

## Etimologia
L'origine del nome "Barbados" è piuttosto controversa. I portoghesi, in rotta per il Brasile o gli spagnoli, furono accreditati come i primi europei a scegliere il nome dell'isola.
Pare che il nome Barbados derivi dal termine portoghese os barbados (i barbuti), dato all'isola nel 1536 dall'esploratore portoghese Pedro A. Campos perché le lunghe radici aeree pendenti degli alberi di fico barbuto (Ficus citrifolia), originario dell'isola, sembravano "barbe". Il nome che gli indigeni Arawak attribuivano all'isola era Ichirouganaim.

## Storia
Prima dell'arrivo degli europei, Barbados era abitata da nativi americani Caribe e Aruachi. Nel 1536 giunse sull'isola l'esploratore portoghese Pedro Campos. Alcuni anni più tardi i conquistatori spagnoli raggiunsero l'isola e ridussero in schiavitù numerosi indigeni. Dopo meno di un secolo, nel 1625, l'inglese Henry Powell sbarcò sull'isola ignorata da portoghesi e spagnoli, perché priva di risorse minerarie rilevanti, e la occupò per conto della corona inglese. Colpito dalla vegetazione rigogliosa e dalla ricchezza del terreno, Powell ripartì, lasciando 80 coloni e alcuni schiavi perché iniziassero le opere di insediamento nella zona di Holetown, per ritornare nel 1627, quando divenne il primo Governatore di Barbados. I pochissimi aruachi rimasti si estinsero e Barbados fu perciò ripopolata con schiavi africani impiegati nelle piantagioni di canna da zucchero fino al 1834, quando la schiavitù fu abolita. 
A partire dall'epoca cromwelliana, una grande percentuale della popolazione di lavoratori bianchi era costituita da servi a contratto e da persone trasportate involontariamente dall'Irlanda. La minore attrattiva di un impiego a Barbados, combinata con l'enorme richiesta di manodopera causata dalla coltivazione della canna da zucchero, portò all'uso del trasporto forzato a Barbados come punizione per criminali o per i prigionieri politici ma anche al rapimento di lavoratori che venivano inviati a Barbados contro la loro volontà. I servitori a contratto irlandesi, noti come i "Redlegs", furono una porzione significativa della popolazione per tutto il periodo in cui i servitori bianchi furono utilizzati per il lavoro nelle piantagioni e un flusso costante di servitori irlandesi, causato dagli sforzi di Cromwell per imporre la pace in Irlanda, arrivò a Barbados per tutto il XVII secolo.
L'economia sarebbe rimasta fortemente dipendente dalla produzione di zucchero e rum fino al XX secolo.
A differenza della maggior parte delle isole caraibiche, il cui controllo passò più volte di mano fra le varie potenze coloniali, Barbados rimase sempre sotto il controllo inglese. Secondo alcuni il motivo è anche geografico. Infatti, mentre le isole delle Antille formano un arco con la convessità rivolta verso l'Oceano Atlantico, Barbados è l'unica spostata verso l'esterno di questo arco, e, visto il regime prevalente dei venti atlantici, in direzione sopravento. I velieri che volevano attaccarla erano quindi costretti a navigare controvento, con notevoli difficoltà. Questo fatto ha lasciato un'impronta caratteristica all'isola e allo stile di vita della sua popolazione, sebbene questa sia oggi in minima parte composta da individui di origine inglese.
Nel 1833 Barbados fu aggregata alle Isole Sopravento Britanniche e il Governatore di Barbados era anche il Governatore di tale entità amministrativa. Barbados fu separata dalle Isole Sopravento Britanniche nel 1885, quando fu costituita in colonia a sé stante. Nel 1958 entrò a far parte della Federazione delle Indie Occidentali, che si sciolse tuttavia nel 1962; nel 1966, infine, Barbados divenne indipendente come reame del Commonwealth.
Dopo una graduale introduzione di riforme politiche e sociali negli anni 1940 e 1950, negli anni 1990 il turismo e l'artigianato hanno superato l'industria dello zucchero per importanza economica.
Barbados divenne indipendente in seguito all'Atto d'indipendenza di Barbados del 1966.

### La nascita della Repubblica barbadiana
Il 30 novembre 2021, ricorrenza del 55º anniversario dall'indipendenza dal Regno Unito, Barbados ha abbandonato la monarchia parlamentare come forma di governo per diventare una repubblica parlamentare. Sandra Mason, precedentemente governatrice generale, è diventata la prima presidente della nuova repubblica.

## Geografia
Barbados è composta principalmente di calcare. È un'isola tropicale, battuta costantemente dai venti equatoriali. Parti dell'interno dell'isola sono coperte da grandi piantagioni di canna da zucchero.
Barbados è una delle Piccole Antille, si trova ad est della catena principale di isole, e le nazioni più vicine sono Saint Lucia e Saint Vincent e Grenadine. Il monte più alto è Mount Hillaby che raggiunge un'altezza di solamente 350 m sul livello del mare. È situata a 13° N 59° O, ovvero a circa 434,5 km a nord-est del Venezuela.
Non sono presenti bacini lacustri rilevanti e alcuni corsi d'acqua scorrono dalle zone più elevate dell'isola verso il mare, ma, vista la modesta distanza dal mare, sono lunghi solo pochi chilometri e hanno regime torrentizio.

### Clima
Il clima è tropicale, caratterizzato dall'alternanza di una stagione asciutta (da dicembre a maggio) e una piovosa (da giugno a novembre); le precipitazioni sono più copiose nell'interno. La variazione delle temperature tra l'inverno e l'estate è contenuta: da una minima media di 21 °C e massima media di 28 °C e nei mesi più freschi ad una minima media di 23 °C e massima media di 32 °C nei mesi più caldi.

## Società

Andamento della popolazione di Barbados dal 1960 al 2020.

### Etnie
L'80-90% degli abitanti di Barbados (colloquialmente detti bajan) è di origine africana: si tratta soprattutto di discendenti degli schiavi impiegati nelle piantagioni di canna da zucchero. Il resto della popolazione comprende asiatici ed europei, fra i quali vi sono i cosiddetti redlegs (lett. gambe rosse).

### Lingua
Le lingue ufficiali sono l'inglese ed il bajan, ovvero la lingua creola dell'isola.

### Religione
La religione più diffusa è quella protestante anglicana ed è presente una minoranza di cittadini che professano il cattolicesimo.

## Istruzione

### Università
A Barbados è presente l'Università delle Indie occidentali - Cave Hill Campus, fondata nel 1962.

## Economia
Barbados è il cinquantunesimo paese più ricco del mondo in termini di PIL (Prodotto interno lordo) pro capite, infatti ha una ben sviluppata economia mista, e un livello moderatamente elevato di tenore di vita.
Storicamente, l'economia di Barbados era stata dipendente dalla coltivazione della canna da zucchero e dalle attività connesse, ma dal 1970 e alla fine del 1980 si è diversificata in settori come quello manifatturiero e del turismo. Dagli anni 1990 il governo di Barbados è stato visto come business-friendly ed economicamente sano. L'isola ha visto un boom dell'edilizia, con lo sviluppo e la riqualificazione di alberghi, complessi di uffici e case. Le amministrazioni recenti hanno proseguito gli sforzi per ridurre la disoccupazione, incoraggiare gli investimenti esteri, e privatizzare le imprese ancora proprietà dello Stato. La disoccupazione è stata ridotta da circa il 14 per cento a meno del 10 per cento.
I tradizionali partner commerciali di Barbados sono il Canada, la Comunità dei Caraibi (in particolare Trinidad e Tobago), il Regno Unito e gli Stati Uniti.
Barbados mantiene la terza posizione per la più grande borsa nella regione dei Caraibi. Attualmente, i funzionari in borsa stanno studiando la possibilità di aumentare lo scambio locale.
Barbados è considerato un paradiso fiscale. Il sistema fiscale italiano, col Decreto Ministeriale 04/05/1999, l'ha inserita tra gli Stati o Territori aventi un regime fiscale privilegiato, nella cosiddetta Lista nera, ponendo quindi limitazioni fiscali ai rapporti economico commerciali che s'intrattengono tra le aziende italiane e i soggetti ubicati in tale territorio.

## Media
CBC TV 8 è un'emittente televisiva nazionale gestita dal governo.

## Cultura

### Patrimoni dell'umanità
La Bridgetown storica e la sua Guarnigione è stato il primo sito di Barbados iscritto, nel 2011, nella Lista dei patrimoni dell'umanità dell'UNESCO.

### Produzione letteraria
Tra i poeti barbadiani distintisi tra il XX e il XXI secolo ricordiamo Kamau Brathwaite, che ha ottenuto vari premi e riconoscimenti.

### Musica

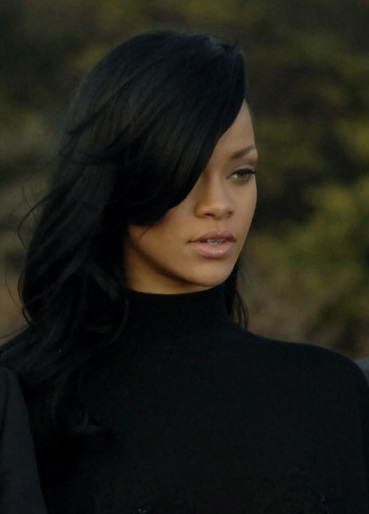
Rihanna, durante una conferenza in Giappone, nel 2012.

A Barbados sono nati la cantante Rihanna, nominata eroina nazionale di Barbados, e il DJ Grandmaster Flash.
Una forma di musica popolare è costituita dalla Tuk Band.

### Cucina
Diversi sono i piatti di cucina locale: conch salad e soup, zuppa e insalate di molluschi; callaloo soup, una zuppa preparata con le foglie del dansheen; cou-cou, budino di farina di mais e baccelli di gombo; pepperpot, stufato di carne con manioca; jugjug, carne e piselli; non bisogna dimenticare i crostacei, aragoste, conch - un mollusco dei Caraibi - ed il famoso flying fish, il pesce volante, piatto tipico dell'isola

## Sport
Barbados ha ottenuto importanti risultati nell'atletica leggera con Ryan Brathwaite, campione del mondo nei 110 m ostacoli a Berlino 2009. Barbados ai Giochi olimpici ha finora ottenuto una medaglia di bronzo nell'atletica leggera con il velocista Obadele Thompson a Sydney 2000. Inoltre la Nazionale maschile di calcio di Barbados ha ottenuto un secondo posto nella Coppa dei Caraibi, nel 1985. Nel 2019 Zane Maloney ha vinto la Formula 4 britannica diventando il primo pilota barbadiano a conquistare un campionato europeo.

## Ordinamento dello Stato

### Suddivisioni amministrative
1. Christ Church
2. Saint Andrew
3. Saint George
4. Saint James
5. Saint John
6. Saint Joseph
7. Saint Lucy
8. Saint Michael
9. Saint Peter
10. Saint Philip
11. Saint Thomas

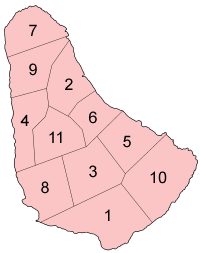
Le 11 parrocchie di Barbados:
- Christ Church
- Saint Andrew
- Saint George
- Saint James
- Saint John
- Saint Joseph
- Saint Lucy
- Saint Michael
- Saint Peter
- Saint Philip
- Saint Thomas

Il territorio di Barbados è diviso in 11 parrocchie. Questa denominazione scelta deriva dalla presenza storica della religione anglicana sull'isola. Le dimensioni e i confini delle parrocchie erano determinate sulla base dei confini delle piantagioni di cotone, canna da zucchero e tabacco presenti durante il periodo coloniale sull'isola.

## Politica

### Politica interna
Barbados è stata una monarchia parlamentare dal 1966, quando il paese divenne indipendente dal Regno Unito, condividendo il capo di Stato britannico fino al 2021, quando è diventato una repubblica parlamentare; Sandra Mason, già governatrice generale, è stata nominata prima presidente. La Costituzione di Barbados risale al 30 novembre 1966, giorno della sua indipendenza.
Il potere legislativo è esercitato da un parlamento bicamerale composto dalla Camera dell'Assemblea (30 membri eletti ogni cinque anni) e dal Senato (21 membri nominati dal governatore generale). I cittadini hanno diritto di voto dai 18 anni. Le elezioni politiche degli ultimi decenni sono dominate da due grandi partiti: il Barbados Labour Party (BLP) e il Democratic Labour Party (DLP). 
Il potere esecutivo spetta al primo ministro e al suo governo. Il primo ministro è solitamente il leader del partito risultato vincitore alle elezioni della House of Assembly, la camera bassa del parlamento. 
La magistratura è indipendente dall'esecutivo e dal Parlamento. Il sistema delle corti locali di Barbados si articola nel seguente modo:
- Corte dei Magistrati: penale, civile, domestica, violenza domestica, e materia minorile. Può anche assumere questioni inerenti casi relativi alla medicina legale, licenze sui liquori e matrimoni civili. Inoltre, la Corte dei Magistrati si occupa di contratti e legislazioni sulla responsabilità civile, con richieste che non superino i 10000,00 $.[19]
- Corte Suprema: è costituita dall'Alta Corte e dalla Corte d'Appello.[19]
  - Alta Corte: competente per civile, penale e le divisioni del diritto di famiglia.

### Politica estera
Barbados è membro delle Nazioni Unite, del Commonwealth delle nazioni, dell'OPAC, dell'Organizzazione mondiale del commercio, del Fondo Monetario Internazionale, dell'Organizzazione degli Stati americani e della CARICOM (la Comunità Caraibica).

## Festività
Le principali festività di Barbados sono:
| Data        | Nome                        | Note |
| ----------- | --------------------------- | --- |
| 21 gennaio  | Festa di Errol Barrow       | Celebra l'indipendenza ottenuta sotto la guida di Errol Barrow padre della nazione                                    |
| 1 agosto    | Giornata dell'emancipazione | Celebra l'abolizione della schiavitù                                                                                  |
| 30 novembre | Giorno dell'Indipendenza    | Festa nazionale, Independence Day: indipendenza dal Regno Unito, nel 1966, e dichiarazione della repubblica, nel 2021 |
| 3 dicembre  | Maratona di Barbados        | Evento sportivo |
| 25 dicembre | Natale                      | Festa del Natale |